# Aïcha Narimène Dahleb
Aïcha Narimène Dahleb, född 22 december 1999, är en algerisk karateutövare.

## Karriär
Vid afrikanska mästerskapen 2021 i Kairo var Dahleb en del av Algeriet lag som tog silver i lagtävlingen i kata. Vid Islamic Solidarity Games 2021 i Konya, som arrangerades 2022, var hon en del av Algeriet lag som tog brons i lagtävlingen i kata. Vid afrikanska mästerskapen 2022 i Durban tog Dahleb brons individuellt i kata och guld i lagtävlingen.
Vid afrikanska strandspelen 2023 i Hammamet tog Dahleb guld individuellt i kata och brons i lagtävlingen. Vid panarabiska spelen 2023 i Alger tog hon guld individuellt i kata och silver i lagtävlingen. Vid afrikanska mästerskapen 2023 i Casablanca tog Dahleb silver individuellt i kata.
Vid afrikanska spelen 2023 i Accra, som arrangerades 2024, tog Dahleb silver individuellt i kata och brons i lagtävlingen.